# Estación Los Conquistadores
Los Conquistadores es una estación de ferrocarril ubicada en la localidad del mismo nombre del Departamento Federación en la Provincia de Entre Ríos, República Argentina. 

## Servicios
Se encuentra precedida por la Estación Miñones y le sigue Estación La Hierra.